# 투 제니
《투 제니》(To. JENNY)는 KBS2에서 2018년 7월 10일부터 2018년 7월 17일까지 방송된 뮤직 드라마이다.

## 줄거리
할 줄 아는 건 노래밖에 없는 모태솔로가 10년 전 짝사랑을 만났다. 눈 한번 마주쳐본 적 없는 그녀의 마음을 얻기 위해, 가슴 절절한 음악을 만들어가는 찌질이의 애틋한 러브스토리

## 등장 인물

### 주요 인물
- 김성철 : 박정민 역 - 싱어송라이터
- 정채연 : 권나라 역 - 전 걸그룹 멤버

### 정민의 가족들
- 최유리 : 박옥희 역 - 정민의 동생
- 박미선 : 김미옥 역 - 정민과 옥희의 어머니
- 양익준 : 김형수 역 - 정민과 옥희의 외삼촌

### 정민의 친구들
- 이상이 : 염대성 역 - 학창시절부터 친한 정민의 친구 1
- 남태부 : 김민봉 역 - 학창시절부터 친한 정민의 친구 2

### 나라의 주변 인물
- 조관우 : 대표이사 역 - 나라와 에일린이 소속된 연예기획사 대표이사
- 임소은 : 에일린 역 - 나라와 같은 기획사 소속 인기 가수

### 특별 출연
- 조정치
- 김준호

## 촬영지
- 서울공연예술고등학교
- 쌍대포
- 카페 다움
- 신성리갈대밭
- 언플러그드 카페

## 시청률
최저 시청률과 최고 시청률은 시청률 조사회사와 지역별로 시청률에 차이가 있을 수 있습니다.
| 2018년 | 2018년   | 2018년         | 2018년       | 2018년         | 2018년       |
| 회차   | 방송일   | TNmS 시청률    | TNmS 시청률  | AGB 시청률     | AGB 시청률   |
| 회차   | 방송일   | 대한민국(전국) | 서울(수도권) | 대한민국(전국) | 서울(수도권) |
| ------ | -------- | -------------- | ------------ | -------------- | ------------ |
| 제1회  | 7월 10일 | %              | %            | 1.8%           | %            |
| 제2회  | 7월 17일 | %              | %            | 1.6%           | %            |

## 수상 및 후보
| 연도 | 시상식                    | 부문               | 수상작(자) | 결과 | 출처        |
| ---- | ------------------------- | ------------------ | ---------- | ---- | ----------- |
| 2019 | 제14회 서울 드라마 어워즈 | 작품상 - 단편 부문 | 투 제니    | 후보 | [ 3 ] [ 4 ] |